# Luigi Pistilli
Luigi Pistilli, né le 19 juillet 1929 à Grosseto et mort le 21 avril 1996 à Milan, est un acteur italien qui a joué dans les westerns spaghetti de Sergio Leone. Il a également participé à des séries télévisées et des pièces de théâtre.

## Biographie
Pistilli est né à Grosseto en 1929. Il a suivi des études pour devenir comédien à Milan, au Piccolo Teatro de Giorgio Strehler. Il a obtenu son diplôme en 1955. Pistilli n'a jamais vraiment quitté le monde du théâtre et a souvent participé aux pièces dirigées par Giorgio Strehler. En 1947, il fait sa première apparition au cinéma dans Les Passagers de la nuit.
Durant les années 1960, il devient connu grâce aux westerns de Sergio Leone. Il interprète le rôle de « Groggy » (bras droit de L'Indien) dans Et pour quelques dollars de plus (1965). Dans Le Bon, la Brute et le Truand (1966), il joue le rôle d'un prêtre, le frère de « Tuco ». Par la suite, Pistilli a eu un rôle régulier dans la série italienne La Mafia basée sur le thème de la mafia. 
Il s'est suicidé en 1996 dans son domicile milanais peu avant d'apparaître dans la dernière représentation de « Tosca » (mise en scène par Terence Rattigan). Tosca avait été fortement critiquée et Pistilli en avait été affecté. D'après sa dernière lettre, il avait sombré dans la dépression, état qui avait été renforcé par les commentaires négatifs du public au sujet de sa rupture avec l'actrice Milva.

## Filmographie sélective
- 1965 : Et pour quelques dollars de plus (Per qualche dollaro in più) de Sergio Leone
- 1966 : Cent mille dollars pour Lassiter (100 000 dollari per Lassiter) de Joaquín Luis Romero Marchent
- 1966 : Le Bon, la Brute et le Truand (Il buono, il brutto, il cattivo) de Sergio Leone
- 1966 : Texas Adios de Ferdinando Baldi
- 1967 : À chacun son dû (A ciascuno il suo) d'Elio Petri
- 1967 : La mort était au rendez-vous (Da uomo a uomo) de Giulio Petroni
- 1968 : Le Grand Silence (Il grande silenzio) de Sergio Corbucci
- 1968 : Les Intouchables (Gli Intoccabili) de Giuliano Montaldo
- 1968 : L'Adorable Corps de Deborah (Il dolce corpo di Deborah), de Romolo Guerrieri
- 1968 : Les Protagonistes (I protagonisti) de Marcello Fondato
- 1969 : Sur ordre du Führer (La battaglia d'Inghilterra) d'Enzo G. Castellari
- 1970 : De la part des copains (Cold Sweat) de Terence Young
- 1970 : Vague de chaleur (Ondata di calore) de Nelo Risi
- 1971 : Veruschka, poesia di una donna de Franco Rubartelli (en)
- 1971 : La Queue du scorpion (La coda dello scorpione) de Sergio Martino
- 1971 : L'Iguane à la langue de feu (L'iguana dalla lingua di fuoco) de Riccardo Freda
- 1971 : La Baie sanglante (Reazione a catena) de Mario Bava
- 1972 : Milan calibre 9 (Milano calibro 9) de Fernando Di Leo
- 1972 : Exorcisme tragique (Un bianco vestito per Marialé) de Romano Scavolini
- 1972 : Ton vice est une chambre close dont moi seul ai la clé (Il tuo vizio è una stanza chiusa e solo io ne ho la chiave)  de Sergio Martino : Oliviero
- 1972 : Estratto dagli archivi segreti della polizia di una capitale europea de Riccardo Freda : Lord Alexander
- 1973 : Number One de Gianni Buffardi
- 1973 : La faccia violenta di New York de Jorge Darnell
- 1974 : Les Suspects de Michel Wyn
- 1976 : Cadavres exquis (Cadaveri eccellenti) de Francesco Rosi
- 1977 : Antonio Gramsci: i giorni del carcere de Lino Del Fra
- 1978 : Sam et Sally, série télévisée, de Jean Girault : Bertini
- 1990 : Mal d'Africa, di Sergio Martino
- 1992 : L'amante senza volto de Gerardo Fontana (de)